# Frieseomelitta trichocerata
Frieseomelitta trichocerata är en biart som beskrevs av Jesus Santiago Moure 1988. Frieseomelitta trichocerata ingår i släktet Frieseomelitta och familjen långtungebin. Inga underarter finns listade i Catalogue of Life.